# Give Me More Time
Give Me More Time  è una canzone del gruppo musicale britannico Whitesnake, estratta come singolo dall'album  Slide It In nel 1984. Il lato B contiene una cover di Need Your Love So Bad di Little Willie John.

## Tracce
Il 45 giri edito per il mercato britannico contiene le seguenti tracce:
1. Give Me More Time – 3:39 (David Coverdale, Mel Galley)
2. Need Your Love So Bad – 3:15 (Little Willie John)

## Formazione

### Versione britannica
- David Coverdale – voce
- Micky Moody – chitarre
- Mel Galley – chitarre, cori
- Colin Hodgkinson – basso
- Jon Lord – tastiere
- Cozy Powell – batteria